# Bughea de Jos (Argeș)
Bughea de Jos è un comune della Romania di 2 985 abitanti, ubicato nel distretto di Argeș, nella regione storica della Muntenia.